# Jack Wilson
Jack Wilson (n. 17 ianuarie 1918, Spencer⁠(d), Carolina de Nord, SUA – d. 10 martie 1956, Cleveland, Ohio, SUA) a fost un boxer ce a reprezentat Statele Unite ale Americii, medaliat olimpic. A participat la o ediție a Jocurilor Olimpice (1936) în care a câștigat o medalie de argint.

## Participări
Lista de mai jos prezintă principalele competiții la care a participat Jack Wilson de-a lungul carierei.
- boxing at the 1936 Summer Olympics – bantamweight[*]